# Zárójel
A zárójel páros írásjel; elsősorban a kevésbé fontosnak tartott, illetve a főszövegtől más okból elkülönített, közbevetésszerű szövegrészek elkülönítésére szolgál. Leggyakoribb a kerek vagy gömbölyű zárójel ( ), ezenkívül előfordul a szögletes [ ], a kapcsos { }, a kúpos ⟨ ⟩, valamint a csúcsos 《 》 zárójel is.

## Nyelvi jelként
Szerepelhet benne szórész – például (al)osztály –, szó, szókapcsolat vagy annak valamely része, tagmondat, mondat, esetleg hosszabb szövegegység. Ha a zárójel mondaton belüli részt zár le, akkor a mondatzáró írásjel mindig követi, ha viszont önálló mondatot tartalmaz, olyankor megelőzi az adott mondatot lezáró írásjel.
A két tagját nyitó és berekesztő (a köznyelvben néha „csukó”) zárójelnek hívják. Nyitó tagját mindig szóköz előzi meg, az utána álló részhez viszont tapad (szóköz nélkül áll előtte). Berekesztő tagjánál fordított a helyzet: az előtte álló részhez tapad, azonban szóköz követi. Ezek az elvek nem vonatkoznak a zárójelek melletti írásjelekre (például pont, vessző, kérdőjel, felkiáltójel, idézőjel): ezek szintén tapadnak a zárójelhez. A gondolatjel mindig szóközzel áll, így a zárójelet is ilyen formában követi.
A berekesztő zárójelek kerek típusa önmagában is előfordulhat felsorolásokban, például a) b) c), ahol a betűhöz szóköz nélkül kapcsolódik.
Ha zárójeles részen belül újabb zárójeles rész szerepel, akkor a ( ), [ ], ⟨ ⟩, 《 》, { } hierarchia szerint is jelölhetjük.

## A tudományban
A matematikában a zárójel a csoportképzés egyik eszköze az infix jelölési rendszerben, mert a csoportok és a precedenciaszabályok nélkül nem volna biztosítható az egyértelmű eredmény. 
1. a matematikai műveleteket végrehajtása során a  műveleti sorrend szabályai szerint az első a csoportképzés/bővítés/bontás,
2. a csoporton belül a hiánytalanul elvégzett műveletekkel a csoport megszűnik, feloldásra kerül,

és ezután lehet tovább folytatni a számolást a műveleti sorrendnek megfelelően: 
```
zárójelek nélkül:          2
 
×
 
3
 
+
 
2 = 6 + 2 = 8
```

```
zárójelek használatával:   2
 
×
 
(3
 
+
 
2) = 2 x 5 = 10
```

Ettől a kétértelműségtől mentes a lengyel jelölés (Polish Notation) mind a prefix (PN) mind a postfix (RPN) formájában. Használata során nincs szükség a zárójelekre és a precedencia szabályaira. Az előbbi példa RPN-ben írva:
```
zárójelek nélkül:          2
 
×
 
3
 
+
 
2 = 6 + 2 = 8            RPN jelölés: 2 3 2 x + = 8
```

```
zárójelek használatával:   2
 
×
 
(3
 
+
 
2) = 2 x 5 = 10         RPN jelölés: 2 3 2 + x = 10
```

A legtöbb programozási nyelvben a kerek zárójel műveleti sorrendet vagy függvényhívást, a szögletes zárójel tömbindexelést (adott tömb n-edik elemét), a kapcsos zárójel utasításblokkot jelöl.

## A populáris kultúrában
A chaten, e-mailben, SMS-ben gyakran használt hangulatjelek (emotikonok, smiley-k) vidám és szomorú alaptípusai zárójelet is tartalmaznak, például :-), :-(, =), :'( és 8).